# Луи Фьойле
Луи Фьойле (на френски: Louis Éconches Feuillée, понякога Feuillet, 1660, Ман, Алп дьо От Прованс, Франция – Марсилия, Франция, 1732) e френски естествоизпитател, астроном, математик, географ, ботаник и пътешественик.

Негов преподавател по астрономия и картография е Жан Матьо дьо Шазел, а Шарл Плюмие го обучава по ботаника. След като постъпва във Францисканския орден, заради научните си познания през 1699 г. е изпратен от крал Луи XIV на географско изследване до Леванта заедно с френския математик и астроном Джовани Доменико Касини, който по това време е директор на неотдавна откритата Парижка обсерватория. 
През 1703 г. Фьойле заминава на ново пътуване до Антилските острови, където също изследва бреговете, чертае карти, прави природонаучни изследвания, събира образци и се завръща във Франция през 1706 г.
През 1707 г. отново е изпратен към Южна Америка, този път по протежение на западния бряг, като стига до Лима, от където се завръща през 1711 г. Помага за построяването на обсерваторията в Марсилия, получава пенсия и се отдава на изследователска и книжовна дейност, като в периода 1714 – 1725 г. издава трите тома на своите дневници, които включват бележки, наблюдения и мисли от пътуванията (Journal des observations physiques, mathématiques, et botaniques).
През следващите години подобни пътувания ще бъдат предприети също от Шарл Годен, Шарл Мари дьо ла Кондамин и Пиер Буге.